# Сердон (Лоаре)
Сердон (фр. Cerdon) је насељено место у Француској у региону Центар, у департману Лоаре.
По подацима из 2011. године у општини је живело 1016 становника, а густина насељености је износила 15,1 становника/km².

## Демографија
| 1962. | 1968. | 1975. | 1982. | 1990. | 2011. |
| ----- | ----- | ----- | ----- | ----- | ----- |
| 1.046 | 1.078 | 1.078 | 1.004 | 929   | 1.016 |